# Stazione di Via Lunga
La stazione di Via Lunga è una stazione ferroviaria posta sulla linea Casalecchio-Vignola gestita dalle Ferrovie Emilia Romagna. Serve la località Via Lunga, nei pressi di Crespellano di Valsamoggia.

## Storia
La stazione di Via Lunga venne attivata il 15 settembre 2003, contemporaneamente alla riattivazione della linea. Sorge poche centinaia di metri ad ovest della vecchia fermata di Chiesa Nuova, risalente all'attivazione della linea (28 ottobre 1938).

## Movimento
Il servizio passeggeri è costituito dai treni della linea S2A (Bologna Centrale - Vignola) del servizio ferroviario metropolitano di Bologna, cadenzati a frequenza oraria con rinforzi semiorari nelle ore di punta.
I treni sono effettuati da Trenitalia Tper nell'ambito del contratto di servizio stipulato con la regione Emilia-Romagna.
A novembre 2019, la stazione risultava frequentata da un traffico giornaliero medio di circa 258 persone (117 saliti + 141 discesi).